# Gennadi Komnatov
Gennadi Komnatov (Omsk, 18 september 1949 - Omsk, 30 maart 1979), was een wielrenner uit de Sovjet-Unie .
Komnatov won tijdens de Olympische Zomerspelen 1972 samen met zijn ploeggenoten de gouden medaille op de 100 kilometer ploegentijdrit.

## Resultaten op kampioenschappen
| Jaar | WK             | Olympische Zomerspelen |
| ---- | -------------- | ---------------------- |
| 1972 |                | ploegentijdrit         |
| 1973 | ploegentijdrit |                        |
| 1974 | ploegentijdrit |                        |
| 1975 | ploegentijdrit |                        |

1960: Trapè, Bailetti, Cogliati, Fornoni ·
1964: Zoet, Dolman, Karstens, Pieterse ·
1968: Zoetemelk, Den Hertog, Krekels, Pijnen ·
1972: Jardi, Komnatov, Lichatsjov, Sjoekov ·
1976: Tsjoekanov, Tsjaplygin, Kaminski, Pikkuus ·
1980: Kasjirin, Logvin, Sjelpakov, Jarkin ·
1984: Bartalini, Giovannetti, Poli, Vandelli ·
1988: Ampler, Kummer, Landsmann, Schur ·
1992: Dittert, Meyer, Peschel, Rich